# 100% Colombian
100% Colombian is een album uit 1998 van de Amerikaanse rockband Fun Lovin' Criminals. Het is het tweede album van de band en is de opvolger van Come Find Yourself (1996).

## Tracks
1. "Up on the Hill" - 4:27
2. "Love Unlimited" - 3:25
3. "The View Belongs to Everyone" - 4:17
4. "Korean Bodega" - 2:47
5. "Back on the Block" - 4:04
6. "10th Street" - 2:23
7. "Sugar" - 3:42
8. "Southside" - 4:36
9. "We Are All Very Worried About You" - 4:07
10. "All for Self" - 4:15
11. "All My Time Is Gone" - 4:00
12. "Big Night Out" - 3:37
13. "Mini Bar Blues" (met B.B. King) - 3:33
14. "Fisty Nuts" (verborgen track) - 2:42